# Jatiluhur (Rowokele)
Jatiluhur is een bestuurslaag in het regentschap Kebumen van de provincie Midden-Java, Indonesië. Jatiluhur telt 2313 inwoners (volkstelling 2010).